# 도데카니사 제도
도데카니사 제도(그리스어: Δωδεκάνησα, 이탈리아어: Dodecaneso)는 에게해에 위치한 12개의 큰 섬과 150개의 작은 섬으로 이루어진 그리스의 군도이다. 터키 남서부 해안과 가까우며, 사모스섬의 남쪽, 크레타의 북동쪽에 있다. 이 섬들은 유구한 역사를 지녔으며, 비잔티움 제국 시대의 교회와 중세 성 수십 곳이 자리잡고 있다.
행정구역 상 남에게주의 하위 단위인 도데카니사 현에 속하며, 총 163개의 섬으로 그 중 26개 섬에 사람이 살고 있다. 이 중 12개 섬에 주로 사람이 살아 이곳 지명의 유래가 된다. 역사적으로 가장 중요한 곳은 로도스섬으로, 수천 년 전부터 이 섬은 이 지역의 중심지였다. 다른 섬으로는 코스섬, 파트모스섬이 있으며, 나머지 9개는 아스티팔레아, 칼림노스, 카르파토스, 카소스, 레로스, 니시로스, 시미, 틸로스, 카스텔로리조(사실상 지중해 동부에 속하는 위치이다) 섬이 있다.
다른 유명한 섬으로는 아가토니시, 칼키, 리프시, 프세리모스, 텔렌도스 섬이 있다.

## 역사
비잔티움 제국이 멸망한 이래 수백년간 오스만 제국의 통치하에 있다가, 1912년 발발한 이탈리아-투르크 전쟁과 제1차 세계대전의 결과로 1923년에 완전히 이탈리아 왕국의 영토로 되었다. 베니토 무솔리니의 파시스트 정권은 제2차 세계대전이 발발할 때까지 도데카니사 제도의 인프라 구축과 동시에 이탈리아화(化)를 추진하였다. 1936년의 인구조사에서는 12만 9,135명의 인구 가운데 7,015 명(5.4%)이 이탈리아인이었다.
1947년에 740년 만에 다시 그리스의 영토가 되었다.

## 같이 보기
- 그리스의 섬 목록